# تیپ ۴۴ قمر بنی‌هاشم

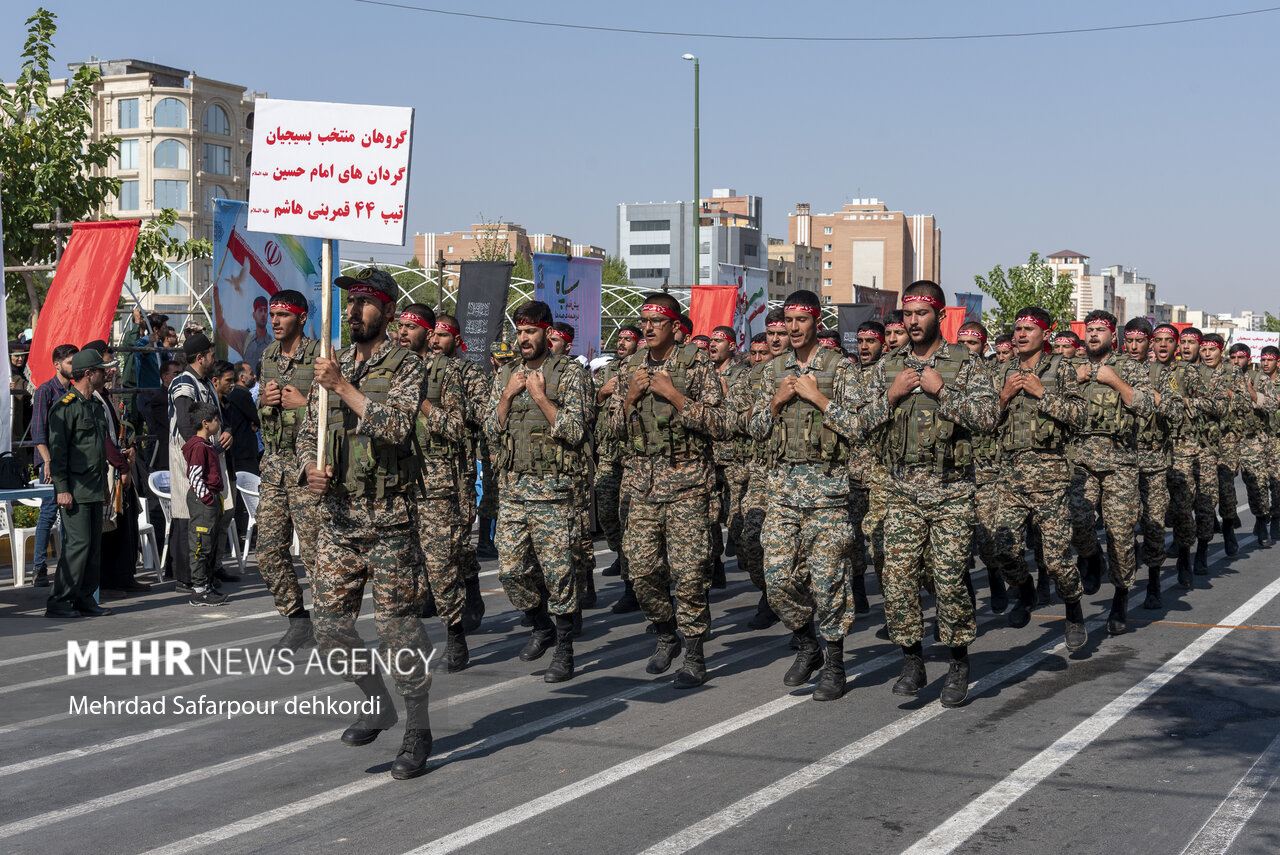
رژه نیروهای تیپ ۴۴ قمر به‌مناسبت سالگرد جنگ ایران و عراق در سال ۱۴۰۱، شهرکرد

تیپ عملیاتی مردم‌پایهٔ ۴۴ قمر بنی‌هاشم یا به اختصار تیپ ۴۴ قمر بنی‌هاشم از یگان‌های پیاده نیروی زمینی سپاه پاسداران انقلاب اسلامی است که ستاد فرماندهی آن در شهرکرد قرار دارد. این تیپ توسط نیروهای استان چهارمحال‌ و بختیاری در سال ۱۳۶۱ به فرماندهی کریم نصر اصفهانی تشکیل شد. هم‌اکنون سرتیپ‌دوم پاسدار حجت‌الله صالح‌نژاد فرماندهی تیپ ۴۴ قمر بنی‌هاشم را برعهده دارد.
تیپ قمر بنی هاشم در بسیاری از عملیات‌های اصلی جنگ ایران و عراق مانند محرم، والفجر مقدماتی، والفجر ۴، خیبر، بدر، والفجر ۸، کربلای ۴ و ۵ و والفجر ۱۰ به‌عنوان یکی از یگان‌های خط‌شکن سپاه پاسداران حضور داشت. 

## پیشینه
سپاه پاسداران در عملیات محرم با تشکیل یگان‌هایی به عنوان تیپ و لشکر توسط نیروهایی از استان چهارمحال‌ و بختیاری، همچنین اصفهان، سمیرم، زرین‌شهر، مبارکه، شهرضا و کاشان به تشکیل تیپ ۴۴ قمر بنی هاشم پرداخت. در آن دوره از جنگ ایران و عراق، تعدادی از فرماندهان ایرانی از جمله کریم نصر، محمدرضا زاهدی و اصغر صبوری نام این یگان را تحت عنوان «تیپ قمربنی‌هاشم» انتخاب نمودند و به این صورت، نخستین پایگاه اساسی برای نیروهای استان چهارمحال‌ و بختیاری فراهم گردید. با تشکیل این یگان، نیروهای این استان از دیگر تیپ‌ها و گردان‌ها تفکیک شده و به این تیپِ جدیدالتاسیس اضافه شدند.

## نام‌گذاری
علت نام‌گذاری این تیپ بنام «تیپ ۴۴ قمر بنی‌هاشم» به واقعه کربلا و عباس بن علی بازمی‌گردد و دست‌اندرکارانِ این مجموعه، این تیپ را با نسبت دادن ویژگی‌ای از مردمِ این استان به عباس بن علی که در میان تشیع به «قمر بنی هاشم» مشهور است، به این اسم نامگذاری نمودند.

## عملیات‌ها
نخستین مأموریتِ نیروها در تیپ ۴۴ قمر بنی هاشم در عملیات محرم و به فرماندهی کریم نصر بود. تیپ ۴۴ در عملیات والفجر مقدماتی نیز حضور داشت و از یگانهای خط شکن سپاه پاسداران انقلاب اسلامی بود. پس از گذشت یکسال، یعنی در سال ۱۳۶۲ در عملیات والفجر ۴ این تیپ در همان اولین روزهای نبرد، ارتفاعات کانی‌مانگا را تصرف نموده و به خاک عراق ورود نمودند. تیپ ۴۴ در عملیات خیبر نیز شرکت کرد؛ در آن عملیات فرماندهی گردان  توحید تیپ ۴۴ بر عهده سهراب نوروزی بود، در این عملیات نیروهای ارتش عراق برای نخستین بار از سلاح‌های شیمیایی استفاده نمودند. این سازمان نظامی در عملیات بدر نیز شرکت داشت و طی آن، نیروهای تیپ ۴۴ قمربنی‌هاشم جاده اتوبان بصره به بغداد و پل مهم جویبر را منهدم کردند. از دیگر عملیاتهایی که این یگان نظامی در آن حضور داشت، عملیات والفجر ۸ بود که در سال ۶۴ طراحی و انجام شد و یکی از سخت‌ترین عملیات‌های آن دوران محسوب می‌شد. جناح راست در عملیات والفجر ۸ بر عهده تیپ ۴۴ قمربنی‌هاشم بود. همچنین این تیپ در عملیات کربلای ۵ نیز خطوط نیروهای عراقی را درهم شکست و از یگانهای کلیدی سپاه پاسداران انقلاب اسلامی در این عملیات به شمار می آمد. در عملیات والفجر ۱۰ نیز این تیپ نقش بسیار مهمی در تصرف ارتفاعات شاخ شمیران عراق داشت.

## پس از جنگ ایران و عراق
در سال ۱۳۷۲ به دستور سپاه پاسداران انقلاب اسلامی، این تیپ به منطقه سردشت در شمال غرب ورود پیدا کرد و برای مدت چهار سال نیروهای آن در این منطقه حاضر بودند و با نیروهای سازمان مجاهدین خلق ایران در حال جنگ بودند. در سال ۱۳۹۰ با هدف بیرون راندن گروه پژاک، تیپ قمر در منطقه شمالغرب فعال بود. از دیگر فعالیت‌های این تیپ می‌توان به حفاظت از منطقه جاسوسان و حراست از مرزهای شلمچه و اروند اشاره کرد. با آغاز جنگ داخلی سوریه این تیپ تعدادی از نیروهای رزمی خود را به سوریه و مناطق شیعه‌نشینِ سوریه مانند نبل، الزهرا و حلب برای مقابله با داعش اعزام کرد.

## اعزام به بلوچستان
در سال ۱۴۰۰ تیپ قمربنی هاشم به دستور سپاه پاسداران به شهرستان سراوان سیستان و بلوچستان اعزام شد تا امنیت از دست رفته این منطقه را بازگرداند.